# Wenzel Baier
Wenzel Baier (* 27. Februar 1869 in Dobrawod; † 22. Dezember 1956 in Ingolstadt) war ein sudetendeutscher Lehrer, Kommunalpolitiker und Heimatforscher. Sein besonderes Verdienst ist es, die dreiklassige Schule in Neumarkt unter seiner Leitung zu einer der besten Böhmens entwickelt zu haben.

## Leben
Als Sohn eines Dorfschullehrers aus dem früheren Tepler Bezirk trat er mit elf Jahren in das vom Stift Tepl unterhaltene Gymnasium Pilsen ein. Anschließend besuchte er die Lehrerbildungsanstalt in Eger. 1888 wurde er Lehrer in der Kleinstadt Neumarkt im Bezirk Tepl. Nach sechs anderen Lehrerstellen kehrte er 1893 nach Neumarkt zurück, wo er als Oberlehrer Schulleiter wurde. Das Hauptbestreben Baiers war die Ausgestaltung seiner Schule durch mehrere größere Adaptierungen, die Anlage eines Schulgartens (1907) und die Errichtung einer Suppenanstalt (1908) zur regelmäßigen Versorgung auch ärmerer Schüler mit einer warmen Mittagsmahlzeit. Durch seine Initiative wurde im Schuljahr 1920/21 die landwirtschaftliche Volksbildungsschule in Neumarkt gegründet, deren Leitung er zusätzlich übernahm. Ferner wurde er Buchwart der örtlichen Gemeindebibliothek und bemühte sich durch kostenlose Buchausleihe um den Kampf gegen Analphabetismus in sozial schwachen Kreisen.
Baier leitete 22 Jahre die Ortsgruppe Neumarkt des Bundes der Deutschen in Böhmen und war Mitgründer und 23 Jahre lang Obmann des Lehrervereins im Bezirk Weseritz. Er war viele Jahre Mitglied des Stadtrats von Neumarkt und leitete von 1895 bis 1932 den dortigen Chor. In der benachbarten Stadt Plan war er 17 Jahre lang der Lehrervertreter im Bezirksschulrat. 1930 trat er in den Ruhestand und beschäftigte sich fortan verstärkt mit heimat- und regionalgeschichtlichen Forschungen für Neumarkt und den Bezirk Weseritz. Neben zahlreichen Beiträgen für Tageszeitungen und Zeitschriften entstanden auch einige Druckschriften mit den Ergebnissen seiner Heimatforschung, die in geringer Auflage erschienen. Wenzel Baier gehörte zu den Hauptautoren, der von 1936 bis 1943 erschienenen Zeitschrift für sudetendeutsche Gebiete des historischen Pilsner und Elbogener Kreises, Unsere Heimat. 1946 wurde er im Alter von 76 Jahren aus der Tschechoslowakei vertrieben. Er ließ sich in Ringsee, einem 1962 nach Ingolstadt eingemeindeten Dorf, nieder. Fast erblindet, starb er dort mit 87 Jahren.

## Werke (Auswahl)
- Universitätsmusikdirektor Hans Schneider. Ein Lebensbild. In: Deutsche Heimat, 1927.
- Niederschlagsmessungen der Station 4. ORdnung Neumarkt bei Weseritz in den Jahren 1923-1929. In: Pilsner Kreis, 1930.
- Das Stadtwappen von Neumarkt. Geschichtliche Skizze. In: Pilsner Kreis, 1930.
- Hochwasser in Neumarkt (seit dem 16. Jahrhundert). In: Pilsner Kreis, 1930.
- Ein Naturdenkmal (Zirbelkiefer des Herrn Inf. Alfred Wilfert).
- Flurnamen von Neumarkt und Hangendorf, 1930.
- Die Abt-Reitenberger-Quelle bei Stadt Neumarkt.
- Benedikt Brandl (Hrsg.): Abt Reitenberger und die Schule in Neumarkt.
- Namenfolge nach Peter Baier in Branischau Nr. 14, Bezirk Tepl (seit dem 17. Jahrhundert). In: Walter König-Bayer (Hrsg.): Mitteilungen der Familie Bayer, Baier usw., Reichenberg, 1931.
- Die Erhebung Neumarkts zur Stadt im Jahre 1437. In: Unsere Heimat. Zeitschrift für sudetendeutsche Gebiete des historischen Pilsner und Elbogener Kreises, 1937, Heft 3–4, S. 27.
- Der widerspenstige Schulgehilfe. In: Zeitschrift für sudetendeutsche Gebiete des historischen Pilsner und Elbogener Kreises, 1938, Heft 5–6, S. 54–55.
- Urvätererbe in deutscher Volkskunst. In: Zeitschrift für sudetendeutsche Gebiete des historischen Pilsner und Elbogener Kreises, 1941, Heft 4, S. 26–28; Heft 5, S. 34–36 und Heft 6, S. 41–43.

## Ehrungen
Der Bezirkslehrerverein Pohrlitz in Mähren ehrte Walter Baier im Jahre 1933 durch die Aufnahme seines Lebenslaufes mit Porträt und ausführlichem Werkverzeichnis unter der Rubrik Heimatforscher in der zweibändigen Standardwerk Lebens- u. Arbeitsbilder sudetendeutscher Lehrer.